# 間接遷移
間接遷移（かんせつせんい、英: indirect bandgap）は、波数空間（k空間）において半導体のバンド図を描いた場合に、伝導帯の底と価電子帯の頂上が同一の波数ベクトル上に存在しないことを言う。波数 k の違いは結晶運動量の違いを表している。間接ギャップ（indirect gap）とも言う。

## 間接遷移の吸光/発光
直接遷移の半導体では、電子とホールの再結合において光が発生する。間接遷移の半導体では、光の発生は直接遷移半導体と比較し大幅に弱い発光となる。これは、光の発光、吸収の過程においてエネルギー保存則と運動量保存則の両者の成立が必要であるためである。間接遷移の場合、伝導帯の底にいる電子が価電子帯の頂上にあるホール（伝導帯の下端とは異なる波数を持つ）と再結合または遷移するためには、何らかの運動量が必要となる。光子はこの運動量差と比較して非常に小さい運動量しか持たないため、光子だけでの遷移はできない。通常、光子の代わりに格子振動の励起（フォノンの吸収や放出）が生じる。低温（例えば4 K）では、フォノンを利用できないため、間接遷移材料の光の吸収・放出は直接遷移材料より温度に影響されやすい。このように、間接遷移半導体では、電子とホールの再結合の際外部の運動量を必要とするため、再結合寿命が長い。この寿命は、基板濃度に依存するものの、シリコンではミリ秒を超える場合もある。その拡散の間に表面準位や欠陥準位等にとらわれ発光を伴わない再結合を起こすため発光効率が著しく落ちる。

## 応用
間接遷移の材料は、それのみで一般に発光ダイオードやレーザーダイオードに利用されることは稀である。しかし、間接遷移の材料でも、半導体中の準位（トラップ）を介して発光を行なう手法も存在する。この様な目的で導入した準位をアイソエレクトロニックトラップと言う。これを利用してガリウムリンでは、発光ダイオードが作成されている。
光源ではない応用としては、半導体に電流、もしくはバンドギャップよりも大きなエネルギーの光を照射し、その再結合発光を観察することにより、欠陥の分布を観察するEL（エレクトロルミネッセンス）法、PL（フォトルミネッセンス）法が知られている。これは主に半導体の基板や太陽電池の評価に用いられている。

## 間接遷移の半導体
- ダイヤモンド(C)
- シリコン(Si)
- ゲルマニウム(Ge)
- リン化ガリウム(GaP)
- アンチモン化アルミニウム(AlSb)
- ヒ化アルミニウム(AlAs)